# 墨西哥落羽杉
墨西哥落羽杉（學名：Taxodium mucronatum）又名墨西哥落羽松，是原生于墨西哥南部的一种柏科大树，当地納瓦特語称为“阿維維特”(Āhuēhuētl)，树一般可长到40米高。直径达1-3米甚至更大，常绿或半常绿，针叶长1-2厘米，宽1-2毫米，螺旋排列生长，球果卵圆形，长1.5-2.5厘米，宽1-2厘米。
墨西哥落羽杉是一种喜水的植物，一般生长在高地的河岸边，但不在湖泊或沼泽中生长。
生长在墨西哥瓦哈卡州圣玛丽娅-德图尔的一株墨西哥落羽杉，直径达14.05米，是目前世界上已知最粗的树，其他还有直径为3-6米的树存在。